# 総合格闘技
総合格闘技（そうごうかくとうぎ、英: Mixed Martial Arts）は、打撃技、組み技、寝技などの格闘技の様々な技術を駆使して試合で勝敗を競う格闘スポーツである。主に、MMAないし総合と略称される。あらゆる格闘技や武術の打撃技（パンチ、蹴り）、組み技、寝技（関節技、絞め技、抑え込み技）、投げ技の使用が認められ、ルールによる攻撃手段の制約を最大限排除している。
打撃系格闘技の多くでは寝技や組み技が、組み技系格闘技の多くでは打撃技がルールで禁止されているのに対し、総合格闘技ではその両方が認められていることから、実際の試合にあたっては様々な格闘技の技術が使用される。ボクシングやキックボクシング、空手などのパンチや蹴りなどの打撃技を駆使して戦う「打撃系格闘技」と、レスリングやブラジリアン柔術、サンボ、柔道などの組み技や寝技、投げ技を駆使して戦う「組技系格闘技」の両方の技術が必要とされる。

## ルール
競技ルールは、ニュージャージー州アスレチック・コミッション制定の統一ルール（通称：ユニファイドルール）が、北米の他、ヨーロッパ、南米やアジアなど世界で広く標準採用されている。この統一ルールは、黎明期には無数にあった競技ルールを、各州アスレチック・コミッションや総合格闘技プロモーションが協議を重ねて1つにまとめ、2000年9月にニュージャージー州アスレチック・コミッションがアメリカ合衆国で初めて総合格闘技を認可した際に制定されたもので、2009年7月30日にはボクシング・コミッション協会にて、総合格闘技の統一ルールとなることが承認された。

### 試合形式
試合時間はノンタイトル戦で原則5分3ラウンド、タイトルマッチで5分5ラウンド（インターバルはラウンド間に各1分）とされている。

### 試合着
オープンフィンガーグローブ（4 - 6オンス）、マウスピース、ジョックストラップの着用が義務付けられる他、上半身は裸、下半身には膝上以上のスパッツかトランクスを着用して試合を行う。シューズや膝当て、道着、ロングスパッツの着用は認められない。

### 試合場
「ケージ」（金網かネットのフェンスで囲われた六角形以上または円形の試合場）か「リング」の使用が認められている。広さについては、ケージは、18フィート（5.48ｍ）平方以上32フィート（9.75ｍ）平方以内、リングは、ロープの内側で20フィート（6.09ｍ）平方以上32フィート（9.75ｍ）平方以内と規定されている。

### 勝敗・判定
試合の勝敗は以下で決着する。
- ノックアウト（KO）
- テクニカルノックアウト（TKO：パンチ・キック等の打撃によりレフェリーが試合を止めるレフェリーストップ、医師が試合続行不可能と判断した場合のドクターストップ、コーナーストップ）
- サブミッション（関節技や絞め技、もしくは打撃によるタップアウトおよび口頭によるギブアップ、レフェリーによる見込み一本、その他戦意喪失の表明）
- 失格、試合放棄、ノーコンテスト
- 規定時間内に決着がつかなかった場合のジャッジによる判定

判定は3人のジャッジがラウンドごとに採点を行い、優勢だった一方の選手に10ポイント、他方の選手に9ポイント以下を付け、各ラウンドのポイントの合計で勝敗を決するラウンドマスト制を採用している。ただし、僅差のラウンドの場合はジャッジが両選手に10ポイントを付けることもあるので、必ず勝敗がつくマストシステムではなく、引き分け裁定もありうる。なお、判定の呼称にはユナニマス（Unanimous、3-0）、スプリット（Split、2-1）、マジョリティ（Majority、2-0）、ドロー（Draw、1-1, 1-0, 0-0）がある。

### 反則
- 噛み付き
- 眼球への攻撃
- 口腔・鼻腔・耳等の開口部に指を引っ掛ける行為
- 局部への攻撃
- 指関節等の小さい関節への攻撃
- 髪を引っ張る行為
- 口腔・鼻腔・耳腔等の開口部や、裂傷した部分に指を入れる行為
- 喉への打撃や喉を掴む行為
- ひっかく、つねる等の行為
- 故意に相手を骨折させる行為
- 相手の頭や首をマットに突き立てるように投げ落とす攻撃
- 試合場の外に相手を放り投げる行為
- 相手の着衣やグローブを掴む行為
- 相手につばを吐きかける行為
- 相手の怪我の原因になるようなスポーツマンらしくない行為
- 金網のフェンスを掴む行為（フェンスを掌で押す、蹴る行為は認められている）
- 罵声を浴びせる行為
- ブレイク中の相手への攻撃
- レフェリーが対応している間の相手への攻撃
- 終了のブザーが鳴った後の攻撃
- レフェリーの指示を無視すること
- 相手との接触を避け続けること、怪我のふりをすること、故意にマウスピースを落とすこと、などを含む臆病な行為
- コーナーの人間による妨害及び干渉行為
- 不正な優位性を得るために異物を使用すること
- 頭突き
- 脊椎や後頭部への打撃
- 肘を上から下に垂直に打ち下ろして肘の先端を当てる打撃（斜めに角度を付けて振り下ろす肘は反則にならない）
- 試合を止めるためにコーナーがタオルを投入すること（部外者のタオル投入による試合妨害などを避けるため。コーナーが試合を止めたい時にはインスペクターに伝える[2]）
- グラウンド状態の相手の頭へのキック攻撃（サッカーボールキック、蹴り上げ）
- グラウンド状態の相手の頭への膝攻撃（いわゆる4点ポジションの膝蹴り）
- グラウンド状態の相手を踏み付ける行為
- 相手の顔や目に向けて指を伸ばす構え

反則が確認された場合には、レフェリーは1ポイント又は2ポイントの減点を課すことができる。また、反則によって選手が試合続行不能になった場合で、反則が選手の故意によるものであった場合には失格、故意でなかった場合にはノーコンテストにすることができる。

### 医療要件
- 試合出場選手は、試合ライセンス取得前に健康診断を受ける。
- 試合を管轄するアスレチック・コミッションは、計量を実施・管理する。また、選手とセコンドに向けたルールミーティングを実施・管理することができる。
- 試合出場選手は試合直後に、アスレチック・コミッションが指定した医師の健康診断・検査を受けなければならない。
- 試合後の健康診断・検査を拒否した試合出場選手は、無期限のライセンス停止処分を受ける。

### 禁止物質検査
- 試合出場選手は、試合前または試合後に、尿検査もしくはアスレチック・コミッションが指定した医師が要求する検査を受けなければならない。検査を拒否した場合には試合失格と無期限のライセンス停止処分を受ける。
- アスレチック・コミッションは、禁止物質検査を実施・管理し、試合前後の検査に加えて、必要と判断した時にいつでも追加の検査を実施することができる。

### 階級
ネバダ州アスレチック・コミッションおよびボクシング・コミッション協会が制定する全14階級の統一階級制区分。なお、UFCでは階級の設置を8階級に留めているなど、プロモーションによって採用する階級の数に相違がある。
| 階級名称             | 体重          | 体重              |
| 階級名称             | （lb/ポンド） | （kg/キログラム） |
| -------------------- | ------------- | ----------------- |
| スーパーヘビー級     | 265 lb超      | 120.2 kg超        |
| ヘビー級             | 265 lb以下    | 120.2 kg以下      |
| クルーザー級         | 225 lb以下    | 102.1 kg以下      |
| ライトヘビー級       | 205 lb以下    | 93.0 kg以下       |
| スーパーミドル級     | 195 lb以下    | 88.5 kg以下       |
| ミドル級             | 185 lb以下    | 83.9 kg以下       |
| スーパーウェルター級 | 175 lb以下    | 79.4 kg以下       |
| ウェルター級         | 170 lb以下    | 77.1 kg以下       |
| スーパーライト級     | 165 lb以下    | 74.8 kg以下       |
| ライト級             | 155 lb以下    | 70.3 kg以下       |
| フェザー級           | 145 lb以下    | 65.8 kg以下       |
| バンタム級           | 135 lb以下    | 61.2 kg以下       |
| フライ級             | 125 lb以下    | 56.7 kg以下       |
| ストロー級           | 115 lb以下    | 52.2 kg以下       |

### ルールの変遷
1996年8月23日、アメリカ合衆国で初めて州アスレチック・コミッションに認可された総合格闘技の大会がミシシッピ州ビロクシで開催される。ルールは既に認可されていたキックボクシングのルールに、テイクダウンと寝技を認めるルールと、ラウンドの廃止が追加され、レフェリーに寝技で膠着した場合に選手を立たせてから再開させる権限が与えられて行われた。
1997年3月、アイオワ州アスレチック・コミッションが、既存のシュートファイティングルールに、3分5ラウンドのラウンド制、シュートファイティンググローブ装着の義務、階級の規定などと、禁止行為の指定（下腹部への攻撃、頭突き、噛みつき、目突き、頭髪を掴む、グランド状態の相手への肘攻撃、後頭部への拳での攻撃、ケージやロープを掴む等）を加えたルールを策定した上で、州内で総合格闘技を行うことを認可し、1997年3月28日に「Battlecade Extreme Fighting (4)」が開催された。
2000年9月30日、ニュージャージー州アスレチック・コミッションが、総合格闘技を認可。総合格闘技の包括的なルールを策定するために、実際に大会を観察して情報を収集することを認可の事由とした。
2001年4月3日、ニュージャージー州アスレチック・コミッションが、総合格闘技の統一ルールを策定する会議を主催。会議に出席した、他州のアスレチック・コミッションや総合格闘技関係者により統一ルールが合意された。
ニュージャージー州アスレチック・コミッションの制定したルールが、全米において事実上の統一ルールとなっていたが、2009年7月30日にボクシング・コミッション協会によって正式に「総合格闘技の統一ルール」として承認された。

## 歴史

### 古代
古代に総合格闘技に類する格闘技が存在したことが確認されており、古代中国では、中国武術、レスリング、ボクシングが組み合わさった「擂台」が存在した。古代ギリシアでは、レスリング、ボクシングが組み合わさった「パンクラチオン」が存在しており、パンクラチオンは、古代オリンピックに紀元前648年の第33回大会から正式競技として加わった。

### 近世
19世紀半ばにはフランスで「サバット」が隆盛し、1852年にサバットとイギリスのベアナックル・ボクシングとの対抗戦が開催された。このような試合は19世紀後半から20世紀半ばにかけても組まれ続け、1905年に柔道家との対戦、1957年にプロボクサーや空手家との対戦などが組まれた。19世紀後半には、イギリスのレスリングやインド伝統レスリングの「ぺヘルワニー」など世界の様々なスタイルのレスリングが組み合わさった格闘技「キャッチレスリング」が登場。1880年代後半、キャッチレスリングを習得したキャッチレスラーたちが、ヨーロッパ各地で開催されたトーナメント戦や、ミュージックホールなどで行われた挑戦者応募試合で戦った。
アメリカ合衆国では1887年にボクサーとキャッチレスラーが近代で初めて対戦し、当時のボクシング世界ヘビー級王者ジョン・L・サリバンとキャッチレスリング王者ウィリアム・マルドゥーンが試合を行った。1890年代後半には、のちにボクシング世界ヘビー級王者となるボブ・フィッシモンズがキャッチレスリング欧州王者のアーネスト・ローバーと対戦。1901年9月には、フランク・スラビンとフランク・ゴッチが対戦した。
日本で数年間武道を学んだエドワード・ウィリアム・バートン＝ライトが、キャッチレスリング、柔道、ボクシング、サバット、柔術、フランス式棒術を組み合わせた「バーティツ」を1899年にロンドンで開発。バーティツはアジアとヨーロッパの格闘技を融合させた最初の格闘技とされている。イギリス全土で総合格闘技スタイルの大会が開催され、ヨーロッパのキャッチレスラーや日本の柔道家、ヨーロッパ各地の伝統レスリングのレスラーたちが対戦した。1900年代初頭には、ヨーロッパ、日本、環太平洋地域で総合格闘技スタイルの試合が行われた。

### 近代総合格闘技
1920年代に「ブラジリアン柔術」がブラジルで誕生する。また、同時期に「バーリトゥード」（ポルトガル語で「何でもあり」の意味）が同じくブラジルで始まる。バーリトゥードは総合格闘技の原型とされ、柔道、ブラジリアン柔術、キャッチレスリング、ルタ・リーブリ、ムエタイ、カポエイラなどの様々な格闘技の格闘家が最小限のルールのみに従って素手で戦うもの。バーリトゥードは、テレビ番組を通してブラジルで人気を博し、その後、グレイシーチャレンジによって世界に広まった。グレイシーチャレンジはグレイシー一族が様々な格闘技の猛者や道場破りと対戦するもので、カーロス・グレイシーとエリオ・グレイシーによって始められた。
ソビエト連邦では1920年代初頭にレスリング、柔道、打撃系格闘技などの様々な格闘技を融合せた「サンボ」が開発された。第一次世界大戦後、キャッチレスリングは、「シュート」と呼ばれる真剣勝負と、のちのプロレスに通じる「ショー」、2つの異なるジャンルに分かれて衰退していった。1932年に打撃技、組み技、寝技、投げ技の技術体系を総合的に網羅した日本拳法が澤山宗海により創始される。
1940年代にはハワイでストリートファイトで最も有効な格闘技を開発する目的で、アドリアーノ・ディレモ・エンペラドをはじめとした5人の武術家によりアメリカで初の総合格闘技である「カジュケンボ」が開発された。1951年10月23日にブラジルのマラカナン・スタジアムで柔道家の木村政彦と柔術家のエリオ・グレイシーが対戦し、木村が腕がらみで勝利した。
20世紀初頭に中国本土から多数の移民が香港に流入し、移民に含まれていた中国武術の師範たちが香港で武術道場を設立した。20世紀半ば、香港で犯罪が急増し、警察の人員が不足したため、多くの若者が護身用に武術を学ぶようになった。1960年代ごろ、香港には約400の武術道場があり、様々な流派がそれぞれの武術を教えていた。1950年代から1960年代にかけて、ライバルの武術道場の道場生同士が、警察からの取り締まりを避けるため、建物の屋上で喧嘩形式の総合格闘技スタイルの試合を行う、独自のストリートファイト文化が出来上がった。この香港独自の建物の屋上で行うストリートファイト文化から登場した最も有名な格闘家がブルース・リーであり、リーは様々な流派の技術を融合させた独自の武術体系である截拳道（ジークンドー）を創始した。
1960年代後半から1970年代初頭にかけて、複数の武術・格闘技を融合させるという概念が截拳道によって西洋に広まった。リーは、「最高の格闘家とは、ボクサー、空手家、柔道家ではない。最高の格闘家とは、どんなスタイルにも順応でき、型にとらわれず、スタイルの体系に従わず、独自のスタイルを持つ者である」という思想を持っていた。なお、UFC代表のダナ・ホワイトは2004年にブルース・リーのことを「総合格闘技の父」と称えている。
アメリカでは1963年にキャッチレスラーで柔道家のジン・ラベールとプロボクサーのミロ・サベージが対戦。北米で初めてテレビ放送された総合格闘技スタイルの試合となった。1979年にはアメリカで初めての組織化された総合格闘技プロモーションとされているCVプロモーションが設立される。「モハメド・アリ、ブルース・リー、ブルーノ・サンマルチノが戦ったら誰が勝つのか？」という疑問を抱いた松濤館空手の道場経営者ビル・ヴィオラによって設立され、ヴィオラは体重別階級制、ラウンド制、10ポイントマスト判定の導入、オープンフィンガーグローブ、ヘッドギアの着用、リングサイドドクター、プロのジャッジの採用、目突きと金的攻撃の禁止などのルールの作成も行った。1980年3月20日、最初の大会タフ・ガイ・コンテストがペンシルバニア州ニューケンジントンで開催された。その後10大会を継続開催したが、全く無関係のボクシング大会タフマンコンテストで死亡事故が起こったことが重なり、1983年にペンシルバニア州上院議会で総合格闘技を事実上禁止するタフ・ガイ法案が可決された。
1988年、ムエタイのチャンプア・ゲッソンリットがキックボクサーのリック・ルーファスと対戦。チャンプアは初回にパンチで2度ダウンを奪われるもローキックを当て続け、レフェリーストップにより逆転勝利。この試合は、西洋のファンにローキックの有効性を知らしめた最初の試合とされている。
日本では1976年にプロレスラーのアントニオ猪木とボクシング世界ヘビー級王者のモハメド・アリが異種格闘技戦としてアントニオ猪木対モハメド・アリを行い、15ラウンド引き分けとなった。猪木はウィリー・ウィリアムス（空手）、ウィレム・ルスカ（柔道）らとも異種格闘技戦を行った。1984年4月、カール・ゴッチの弟子である前田日明、藤原喜明、高田延彦らが新日本プロレスから離脱して第1次UWFを興す。佐山聡（初代タイガーマスク）が加入後、自身が当時考案していた「新格闘技」（後のシューティング）という総合格闘技ルールの基礎となる理論と概念を持ち込んだ。猪木の異種格闘技戦もUWFも「プロレス」の域を出ることは無かったものの、これが日本の総合格闘技の萌芽となったと言われている。その後、UWFを離脱した佐山が「修斗」（当初は「シューティング」と呼ばれた）を創設。1988年5月、第2次UWF（新生UWF）が設立され、一大ムーブメントを起こした。第2次UWFには船木誠勝が参加しており、船木は1993年9月に「パンクラス」を設立する。

### UFCの誕生以後
1993年11月にアメリカでUltimate Fighting Championship (UFC) の第1回大会が開催され、ボクシング、キックボクシング、空手、相撲、柔術など、様々なバックボーンを持った格闘家8人が参加し、目潰しと噛みつき以外の攻撃が許されたルールによるトーナメント戦が行われた。大会は「グレイシー柔術」を操るホイス・グレイシーがほぼ無傷で勝ち上がり、優勝した。UFCの第1回大会以降、「誰がグレイシーを倒すのか」が格闘技ファンにとって最大の関心事となっていく。この出来事はいわゆる「グレイシーショック」として日本にも伝播することになる。初期のUFCにはジェラルド・ゴルドー、ケン・シャムロック、大道塾の市原海樹らが出場。日本でトップクラスの実力者と見なされてきた者たちがホイス・グレイシーに実力差を見せつけられて負けたことも大きな衝撃であった。
1994年、「VALE TUDO JAPAN OPEN 1994」が開催され、ホイスの兄でありグレイシー一族最強とされていたヒクソン・グレイシーが出場し、空手格斗術慧舟会の西良典らを破りトーナメント優勝。その翌年開催の「VALE TUDO JAPAN OPEN 1995」にもヒクソンは出場し、リングスの山本宜久、修斗の中井祐樹らに勝利して2連覇した。
様々な格闘技の選手がそれぞれの格闘技の技術で試合に臨んでいた1990年代初頭は、既に総合格闘技での戦い方を確立していたホイス・グレイシーやヒクソン・グレイシーに代表されるブラジリアン柔術が、ボクシングやキックボクシング、武術、柔道、空手など、総合格闘技においての寝技や関節技、ポジショニングの対応方法を殆ど知らない他格闘技を相手に独り勝ちの状態であった。
1997年に日本でPRIDEが誕生し、地上波テレビ中継も行われたことで総合格闘技が日本で普及していく。1990年代後半からは、レスリング出身者が元々持っていたテイクダウンとグラウンドレスリングの技術を総合格闘技用に対応させ、さらに総合格闘技で定石となる戦術のグラウンド＆パウンドを開発すると、マーク・コールマンやドン・フライ、ダン・スバーン、ランディ・クートゥアといったレスリング出身の選手が優位を占めるようになっていく。PRIDEでは桜庭和志がグレイシー一族に4連勝、ビクトー・ベウフォートら打撃の強豪も圧倒し、世界から注目された。2003年の大晦日には3つの格闘技興行K-1 PREMIUM 2003 Dynamite!!、PRIDE SPECIAL 男祭り 2003、INOKI BOM-BA-YE 2003 が開催され、それぞれTBS、フジテレビ、日本テレビの地上波テレビ3局で同時間帯に中継放送された。
2000年代に入ると、レスリングや柔術などのテイクダウンと寝技に対応した、打撃を主体とするスタイルのヴァンダレイ・シウバやミルコ・クロコップなどの選手が活躍するようになる。PRIDEヘビー級王者のエメリヤーエンコ・ヒョードルもベースにあるのは、投げ技と関節技が特徴のサンボであるが、スタンドのパンチと、グラウンド状態での強烈なパウンドを得意とした。
2005年にアメリカで放送されたリアリティ番組『ジ・アルティメット・ファイター』をきっかけにしてUFCの人気が世界的に拡がっていく。マット・ヒューズとホイス・グレイシーの一戦はPPV視聴件数が60万件を記録（20万 - 30万件との説もある）。2007年にUFCはPRIDEを買収。2008年にBelltor MMAが開始し、アジアではシンガポールを拠点としたOne Championshipが人気を集め、日本では2015年に元PRIDEスタッフが中心となってRIZINを設立する。

### 主な出来事
| 2000年以上前      |                  | – 擂台                                                                                                   |
| 2000年以上前      | – パンクラチオン | |
| 19世紀後半        |                  | – キャッチレスリング                                                                                     |
| 1880年代後半      |                  | – 初期NHB                                                                                                |
| 1899年            |                  | – バーティツ                                                                                             |
| 1920年代          |                  | – 初期バーリトゥード、グレイシーチャレンジ                                                               |
| 1951年            |                  | – 木村政彦 対 エリオ・グレイシー                                                                         |
| 1960年代–1970年代 |                  | – ブルース・リー、截拳道                                                                                 |
| 1976年            |                  | – アントニオ猪木 対 モハメド・アリ                                                                       |
| 1979年-1980年     |                  | – アメリカ合衆国初の総合格闘技プロモーションのCVプロダクションが設立されタフ・ガイ・コンテストを開催     |
| 1983年            |                  | – アメリカ合衆国初の総合格闘技禁止法案であるタフ・ガイ法案が提出                                         |
| 1985年            |                  | – 修斗設立                                                                                               |
| 1989年            |                  | – 修斗プロ第一戦開催                                                                                     |
| 1993年            |                  | – パンクラス設立                                                                                         |
| 1993年            |                  | – UFC設立                                                                                                |
| 1997年            |                  | – PRIDE設立                                                                                              |
| 2000年            |                  | – ニュージャージー州アスレチック・コミッションが統一ルール（通称：ユニファイドルール）を制定             |
| 2001年            |                  | – ズッファがUFCを買収                                                                                    |
| 2005年            |                  | – The Ultimate Fighter開始                                                                               |
| 2006年            |                  | – ズッファがWFAとWECを買収                                                                               |
| 2006年            |                  | – UFC 66で総合格闘技初となるペイ・パー・ビュー購買件数100万件を達成                                      |
| 2007年            |                  | – ズッファがPRIDEを買収                                                                                  |
| 2009年            |                  | – Strikeforce: Carano vs. Cyborgでメジャープロモーションで初めて女子選手の試合をメインイベントにして開催 |
| 2011年            |                  | – WECがUFCと合併                                                                                         |
| 2011年            |                  | – ズッファがStrikeforceを買収                                                                            |
| 2011年            |                  | – FOXで放送されたUFC on FOX 1で視聴者数が880万人到達                                                     |
| 2012年            |                  | – 国際総合格闘技連盟（IMMAF）設立                                                                        |
| 2013年            |                  | – UFCがUFC 157: Rousey vs. Carmoucheで女子部門を開始                                                     |
| 2016年            |                  | – WMG/WME-IMG（現 Endeavor）がUFCを40億ドル（約4400億円）で買収                                          |
| 2017年            |                  | – LUX Fight League設立                                                                                   |
| 2021年            |                  | – Endeavorがニューヨーク証券取引所に上場                                                                 |
| 2023年            |                  | – 新たに設立されたTKOグループ・ホールディングスの下で、UFCとWWEが別部門として統合                        |

## 名称
英語では「混合格闘技」を意味するMixed Martial Arts（ミクスド・マーシャル・アーツ）と呼ばれている。実際にこの名称を生み出したのは誰なのか諸説あるが、最初にこの言葉が公に用いられたのは、テレビ評論家のハワード・ローゼンバーグがUFC第1回大会のレビュー記事をロサンゼルス・タイムズで執筆した時とされており、当時最も大きな総合格闘技サイトの1つであったnewfullcontact.comがその言葉を引用したことで広まったとされている。
プロモーションで最初に使用したのは1995年9月のBattlecade Extreme Fightingとされているが、その後も一般的にはUltimate FightingおよびNo Holds Barred（NHB）と呼ばれていたが、UFCに対して世間から危険すぎるなどの批判が高まったことで、1998年5月開催のUFC 17のルールミーティングで、UFCコミッショナーのジェフ・ブラトニックとレフェリーのジョン・マッカーシーがMixed Martial Artsの名称を使用することを提案した。

## 女子総合格闘技
日本における女性の総合格闘技は女子プロレスや総合格闘技大会の中で行われていたが、1995年7月18日に史上初となる女性限定の総合格闘技大会「L-1」が女子プロレス団体「LLPW」主催で開かれ、同団体エースの神取忍らが出場した。2001年に女子総合格闘技団体「SMACK GIRL」が設立された。
アメリカ合衆国では1997年3月28日に公式記録として残っている最初の女子総合格闘技の試合が「International Fighting Championship 」(IFC 4)で行われた。これに続いて同年9月5日にルイジアナ州アスレチック・コミッションに認可された女性選手4人参加のトーナメントが開催された。なお、黎明期の女子総合格闘技では、安全上の理由から、顔面へのパウンド禁止やグラウンドに時間制限がかけられたり、短いラウンド数や試合時間で試合が行われる事があった。
2009年8月15日に「Strikeforce」がメジャープロモーションで初めて女子選手の試合をメインイベントにした大会を開催。クリスチャン・サイボーグとジーナ・カラーノがメインイベントで対戦した。2012年4月28日に女子総合格闘技団体「Invicta Fighting Championships」が設立され、2013年2月23日にはUFCが女子部門を設立。UFC 157でロンダ・ラウジーがメインイベントを務め、ラウジーは女子格闘家で初のPPV販売件数100万件を達成し、2014年と2015年にESPY賞を2年連続で受賞した。

## アマチュア総合格闘技
国際総合格闘技連盟（IMMAF）が総合格闘技のアマチュア組織を統括し、世界選手権などのアマチュア国際大会を開催している。
- 2012年2月29日、国際総合格闘技連盟（IMMAF）が創設される。
- 2014年6月30日から7月6日の期間でアマチュア総合格闘技世界選手権を初開催。
- 2018年4月11日、世界総合格闘技協会（WMMAA）との合併を発表。

## 世界の総合格闘技認可状況

### 北米
アメリカ合衆国で総合格闘技は州のアスレチック・コミッションにより管轄されている。2011年3月24日にウェストバージニア州、2012年3月8日にワイオミング州、2012年5月4日にバーモント州、2013年10月1日にコネチカット州、2016年4月14日にニューヨーク州で認可され、総合格闘技が全米で解禁となった。
カナダでは2013年6月5日に各州に総合格闘技を管轄するためのアスレチック・コミッションを設置する権限が与えられる法案が成立した。それ以前は正式には認可されておらず、一部の州では認可されていたボクシングを拡大解釈し、混合ボクシング（Mixed Boxing）と分類するなどして開催していた。
メキシコでは、2000年代初頭にMMAの競技が合法化され始めました。エクイティ・アンド・フェアプレー総合格闘技連盟（FAMM-EJL）は、IMMAF（国際総合格闘技連盟）においてメキシコを代表する統括団体に選出され、2017年3月にはCONADE（男女連盟全国プロフェッショナル評議会）にも承認されました。

### アジア
タイでは2012年にタイ・スポーツ公社（SAT）が、タイ国内で総合格闘技の試合を行うことを禁止した。保守的なムエタイ関係者や政府の高官らが慎重な姿勢を示し、一部ではタイの文化および国技であるムエタイを守るために総合格闘技を禁止するべきという反発の声が出ていた。2016年5月27日にタイ観光・スポーツ省の支援を受けてONE Championshipがバンコクで大会を開催し、総合格闘技が解禁された。
中華人民共和国で総合格闘技は国家体育総局の武術スポーツ管理センターによって認可されている。ベトナムでは2020年2月20日に総務次官が総合格闘技合法化法案に署名。ベトナム総合格闘技連盟（VNMMAF）が設立されている。

### ヨーロッパ
フランスで総合格闘技は2020年1月1日に正式に認可された。認可以前には、総合格闘技のフルコンタクトの試合は禁止されていたため、フランスで行われる総合格闘技の試合は、グラウンドでの打撃攻撃が認められていなかった。フランス総合格闘技コミッション（CFMMA）が設立されている。
ノルウェーでは完全な総合格闘技は禁止されている。1981年以降ノックアウトを伴う全てのスポーツが禁止となっているが、2014年にボクシングは解禁された。総合格闘技は、レガース着用の義務や、肘打ち禁止などの打撃攻撃が規制された「Merkekamper」として政府から認可を受け行われている。ノルウェー総合格闘技連盟（NMMAF）が設立されている。
スウェーデンで総合格闘技は認可されており、スウェーデン総合格闘技連盟（SMMAF）が設立されている。ブルガリアではブルガリア総合格闘技連盟（BFforMMA）が設立されており、元UFC選手のスタニスラブ・ネドコフが代表を務めている。

### オセアニア
オーストラリアで総合格闘技は全ての州・準州で認可されている。競技としては認可されていたものの、ケージの使用が禁止されていた州もあったが、ビクトリア州で2015年に、西オーストラリア州で2017年に使用が許可さたことで全ての州でケージの使用が解禁された。

### 中東
バーレーンではバーレーン総合格闘技連盟（BNMMAF）が設立されており、2017年には首都マナーマでIMMAFアマチュア総合格闘技世界選手権が開催された。中東最大の総合格闘技プロモーション「Brave Combat Federation」が存在する。

### 南米
ブラジルではブラジル総合格闘技アスレチック・コミッション（CABMMA）が設立されている。CABMMAは「UFC on FX 7」から正式に管轄を開始した。

## 各競技の総合格闘技での実績

### ブラジリアン柔術
ホイス・グレイシーが、UFC 1、UFC 2、UFC 4と初期のUFCを3度制覇。ホイスの兄ヒクソン・グレイシーもVTJ94、VTJ95を2連覇し、総合格闘技でのブラジリアン柔術（以下、柔術）の高い適性を示した。小柄なホイスやヒクソンがヘビー級選手を次々に絞め技や関節技で仕留める様は、総合格闘技において打撃主体の立ち技よりも寝技を主体とした柔術のほうが有用性が高いことを示し、「グレイシーショック」と呼ばれる強いインパクトを格闘技界に与えた。
柔術は関節技や絞め技を極めるまでもっていける多彩な技術を持っており、初期のUFCのように柔術家の独擅場と言うわけには行かなくなったが、今日の総合格闘技においても柔術は必要不可欠でレスリングとボクシングに並んで非常に重要な技術となっている。柔術出身選手の主な戦績としては、アントニオ・ホドリゴ・ノゲイラが初代PRIDEヘビー級王座、UFC世界ヘビー級暫定王者を獲得。ファブリシオ・ヴェウドゥムがUFC世界ヘビー級王座を獲得している。

### レスリング
グレイシー撤退以後、UFCではダン・スバーン、マーク・コールマン、ドン・フライらが活躍し、レスリング選手黄金期を築き上げた。ランディ・クートゥアは、グレコローマンレスリングの技術を応用して相手を金網に押し込んで動きを制し、近距離からショートアッパーやショートフックを打ち込む戦術を得意にした。
レスリングにはルール上、関節技・打撃技はないが、テイクダウン技術とポジションキープ技術は圧倒的で、対戦相手の上をとって動きを制し、そこからパウンドや頭突きなどで勝利を収めた。他競技の選手がテイクダウンの切り方やテイクダウンされてからの立ち方を覚えるなど、テイクダウンの対策が普及すると、レスリング系の選手がテイクダウンを奪うのが難しくなったが、今日の総合格闘技においてもレスリングは最も重要な技術の一つでボクシングと柔術に並んで非常に重要な技術となっている。

### ボクシング
ボクサーのアート・ジマーソンがUFC 1に出場。ジマーソンは左手のみにボクシンググローブを付け、右手は素手のまま登場したが、テイクダウンされると対処することができず、技を極められていない状態でタップして敗れた。元WBF世界クルーザー級王者の西島洋介は、総合格闘技では1勝もできなかった。
ボクシングの技術はパンチとパンチに対する防御技術のみに突出しているために、その他の局面で対処ができず、キックやテイクダウンに対する耐性が低い。ボクシング単体では総合格闘技への対応は難しいが、パンチはキックよりも隙が少なくテイクダウンに対応しやすいという利点がある。ほぼ密着状態から拳が届く限界まで様々な距離に対応したパンチとその防御技術（ボクシングの技術）、これらのトレーニング方法が充実していることから、レスリングと同じく応用性が高く、総合格闘技でメインとなる攻撃方法としては広く使われている。

### キックボクシング
キックはパンチよりもリーチ・威力において有利だが、キックは隙が大きくなるため、初期は柔術家やレスリング選手にテイクダウンされてしまい実力を充分発揮できなかった。しかしテイクダウン対策を習得すると、総合格闘技で結果を出し始めた。
モーリス・スミスはマーク・コールマンを破り、UFC世界ヘビー級王座を獲得。イゴール・ボブチャンチンは『PRIDE GP 2000』で準優勝。ヴァンダレイ・シウバはPRIDEミドル級王座を獲得。ミルコ・クロコップはPRIDE 無差別級グランプリ 2006で優勝。キャリア初期には連敗が続いたマーク・ハントも経験を積むとUFCのトップクラスで活躍するなど結果を残した。ミルコは「寝技の選手が打撃を練習するよりも、立ち技の選手がタックル切りを覚えるほうが10倍簡単だ」と述べ、立ち技格闘技の選手が総合格闘技に転向した際の優位を指摘していたが、今日でも、UFC世界ミドル級王者イスラエル・アデサンヤやUFC世界2階級制覇王者アレックス・ペレイラなど多数の成功者を排出している。

### 伝統派空手
競技特性として遠い間合い、先手をとる技術、打撃を捌く技により、打撃をもらいにくく打撃を当てやすい。また、間合いが遠いためタックルをもらいにくい。一方で寝技が無いため対抗するにはレスリングなどの技術を習得する必要がある。伝統派空手出身選手が打投極をある程度できれば、リーチと防御力により、スタンドでのかなりの優位性を発揮する。出身選手として元UFC王者のリョート・マチダ、UFCフライ級3位に上り詰めRIZINバンタム級GPで優勝した堀口恭司などがいる。

### 柔道
総合格闘技の普及と発展に多大な影響を与えたグレイシー柔術は、講道館柔道の前田光世がブラジルに伝えた柔道が源流となっている。柔道家の木村政彦は、1951年10月23日にブラジルでエリオ・グレイシーに勝利しており、柔道はUFC以前に唯一グレイシー柔術に勝利を収めた格闘技として評価を高めた。しかし、柔道金メダリストの石井慧が関節技や絞め技が得意なわけではなかったり、吉田秀彦や瀧本誠が打撃に対応しきれなかった面があるなど、投げ技を中心とする格闘技である柔道は総合格闘技において有用性が高いとは言い難い。その一方で、日本の主要団体の中量・重量級王者に柔道出身者が多く、UFCでアジア人史上最高の戦績を残した岡見勇信やUFC女子世界バンタム級初代王者ロンダ・ラウジーは柔道出身である。

### サンボ
サンボは着衣格闘技だが、投げ技、テイクダウン、グラップリング、関節技のバランスのとれた技術体系を持っており、サンボ選手のエメリヤーエンコ・ヒョードルは、PRIDEヘビー級王座を獲得し、高阪剛戦の偶発性の肘打ちによる流血レフェリーストップ以降、ファブリシオ・ヴェウドゥム戦まで10年間負けなしという驚異的な成績で、人類最強の男と呼ばれた。ハビブ・ヌルマゴメドフはUFC世界ライト級王座を獲得。オレッグ・タクタロフは、UFC 6で優勝、Ultimate Ultimate 1995で準優勝した。

### プロレス
UFC 1にシュート・ファイテング出身として参戦したケン・シャムロックは、ホイス・グレイシーに敗れるが、UFC 5で再戦した際、前回の敗北を教訓にして引き分けている。桜庭和志はPRIDE.8でホイラー・グレイシーを降し、初めてグレイシー一族を総合格闘技の試合で破ると、その後、ホイスをはじめグレイシー一族を立て続けに破り、「グレイシーハンター」「プロレス界の救世主」と呼ばれた。ブロック・レスナー、ジョシュ・バーネットはUFC世界ヘビー級王座を獲得している。藤田和之もPRIDEなどで実績を残した。しかし、桜庭や藤田、レスナー、バーネット、ダン・スバーン、美濃輪育久(ミノワマン)、が総合で結果を残したのは、プロレスの技術と言うよりもアマチュアレスリングやキャッチ・アズ・キャッチ・キャンの技術によるものである。WWEで活躍した後に総合へ転向し結果を残したレスナーも、元々はNCAA全米学生王者になったほどの高いレスリング技術を下地として持っていた。一方で、髙田延彦や永田裕志、高山善廣、ケンドー・カシン、獣神サンダー・ライガーなど総合格闘技では結果を残せなかったメジャーなプロレスラーも多数いる。

### 相撲
日本書紀の記述によれば、古代の相撲は投げ技や関節技の他にも蹴り技やダウンした相手を踏みつけるなど「打投極」がある総合格闘技であったとされる。特に日本においては相撲最強論は多かったが、UFC 1ではテイラ・トゥリがジェラルド・ゴルドーに敗北し、エマニュエル・ヤーブローも、UFC 3でキース・ハックニーに、PRIDE.3で高瀬大樹で敗れている。また、元横綱の曙太郎も総合ルールでは1勝も上げられなかった。力士は体格と筋肉量では圧倒的であるが、スタミナとフットワークがなく、打撃でも寝技でも決め技に欠けていた。また、テイクダウン耐性が高いと思われていたが、引き込まれたり、つんのめったりして、試合では簡単に倒れた。

## 総合格闘技をテーマにした作品

### 映画
- 殴者 NAGURIMONO（2006年）、出演: 玉木宏 - PRIDEを主催していたドリームステージエンターテインメントが制作した時代劇と格闘技を融合した異色作で、当時のPRIDE参戦選手が出演している。
- ネバー・バックダウン（2008年）、出演: ショーン・ファリス
  - ネバー・バックダウン2（2011年）、出演: マイケル・ジェイ・ホワイト - シリーズ第2作。
  - マッド・ウォリアーズ 頂上決戦（2016年）、出演: マイケル・ジェイ・ホワイト - シリーズ第3作であるが『ネバー・バックダウン』と冠されていない唯一の作品。
  - ネバー・バックダウン/自由への反乱（2021年）出演: オリヴィア･ポピカ - シリーズ第4作。
- ブラッド&ボーン 真拳闘魂（2009年）、出演: マイケル・ジェイ・ホワイト
- The Hammer（2010年）、出演: ラッセル・ハーバード - 聴覚障害を持つ総合格闘家、マット・ハミルの半生を描いた自伝映画。
- ウォーリアー（2011年）、出演: ジョエル・エドガートン
- フィリーキッド（2012年）、出演: ウェス・チャサム
- 闘魂先生 Mr.ネバーギブアップ（2012年）、出演: ケヴィン・ジェームズ - UFC出場を目指す中年教師が主人公の作品で、UFCリングアナウンサーのブルース・バッファーや多くのUFC参戦選手が出演している。
- 激戦 ハート・オブ・ファイト（2013年）、出演: ニック・チョン
- REVIVAL これが日本の総合格闘技だ（2015年）、出演: 大塚隆史 - 日本の総合格闘技団体、DEEPの裏側を描いたドキュメンタリー作品。
- ストリート ファイターを継ぐ男（2016年）、出演: ボー・キャスパー・スマート
- ディヴァイン・フューリー/使者（2019年）、出演: パク・ソジュン
- 因縁のファイター（2020年）、出演: スティーヴン・ドーフ
- 若き見知らぬ者たち（2024年）、出演: 磯村勇斗

### ドラマ
- バッドパパ（2018年）、出演: チャン・ヒョク

### 漫画
- 喧嘩商売（木多康昭）
  - 喧嘩稼業（木多康昭） - 喧嘩商売の続編。
- オールラウンダー廻（遠藤浩輝） - 修斗を題材にした作品。
- 鉄風（太田モアレ）
- ハナカク-The Last Girl Standing-（松井勝法）
- レイトブルーマー（玉屋一心）
- レッドブルー（波切敦） - 2024年にはテレビドラマも放映。
- RAWGUY（粂田晃宏）
- アスミカケル（川田）

### 小説
- VTJ前夜の中井祐樹（増田俊也） - 中井祐樹を題材にしたノンフィクション小説。後に一丸の作画で『七帝柔道記外伝』のタイトルでコミカライズ化された。
- 金網ガール: Cage Girl（稲垣收）